# نوفا إيتابيرابا
نوفا إيتابيرابا بلدية في ولاية سانتا كاتارينا في المنطقة الجنوبية من البرازيل.